# Trachycentra corethrodes
Trachycentra corethrodes är en fjärilsart som beskrevs av Diakonoff 1968. Trachycentra corethrodes ingår i släktet Trachycentra och familjen äkta malar.
Artens utbredningsområde är Filippinerna. Inga underarter finns listade i Catalogue of Life.